# 스페인령 동인도
스페인령 동인도(스페인어: Indias Orientales Españolas 인디아스 오리엔탈레스 에스파뇰라스[*])는 스페인 제국이 1565년에서 1898년의 3세기 동안 영유한 아시아 태평양의 식민지로, 정청 소재지는 마닐라로, 영역은 필리핀, 마리아나 제도와 캐롤라인 제도, 일시적으로 포르모사(대만), 말루쿠 제도의 일부를 영유했다. 1565년부터 1821년까지 멕시코 시티에 위치한 누에바에스파냐 부왕령의 권한 아래에 있었지만, 멕시코 독립 전쟁 이후에는 마드리드에서 직할 통치령이 되었다.
1898년 쿠바에서 치러진 미국-스페인 전쟁에서 스페인이 패배한 뒤 필리핀이나 괌 등의 섬은 미국에 의해 점령되었다. 나머지 섬은 1899년 독일과의 조약에 따라 독일 제국에 25,000,000 페세타에 매각되었다. 스페인 국왕은 전통적으로 스스로를 "동서 인도의 왕"(Rey de las Indias orientales y occidentales)이라고 칭했다.

## 같이 보기
- 스페인 제국
- 필리핀 도독령

## 참고 문헌
- PHELAN, John Leddy (1959). 《The Hispanization of the Philippines: Spanish Aims and Filipino Responses, 1565–1700》. Madison: University of Wisconsin Press. ASIN B0007DMLSE.